# Interlaken
Interlaken là một đô thị ở huyện Interlaken trong bang Bern, Thụy Sĩ, một địa điểm du lịch nổi tiếng ở Bernese Oberland. Đô thị này có diện tích 4,4 km2, dân số năm 2007 là 5577 người.
Sông Aare chảy qua đô thị này. Interlaken nằm giữa khu vực hồ Brienz về phía đông và hồ Thun về phía tây ở khu vực có tên gọi Bödeli.

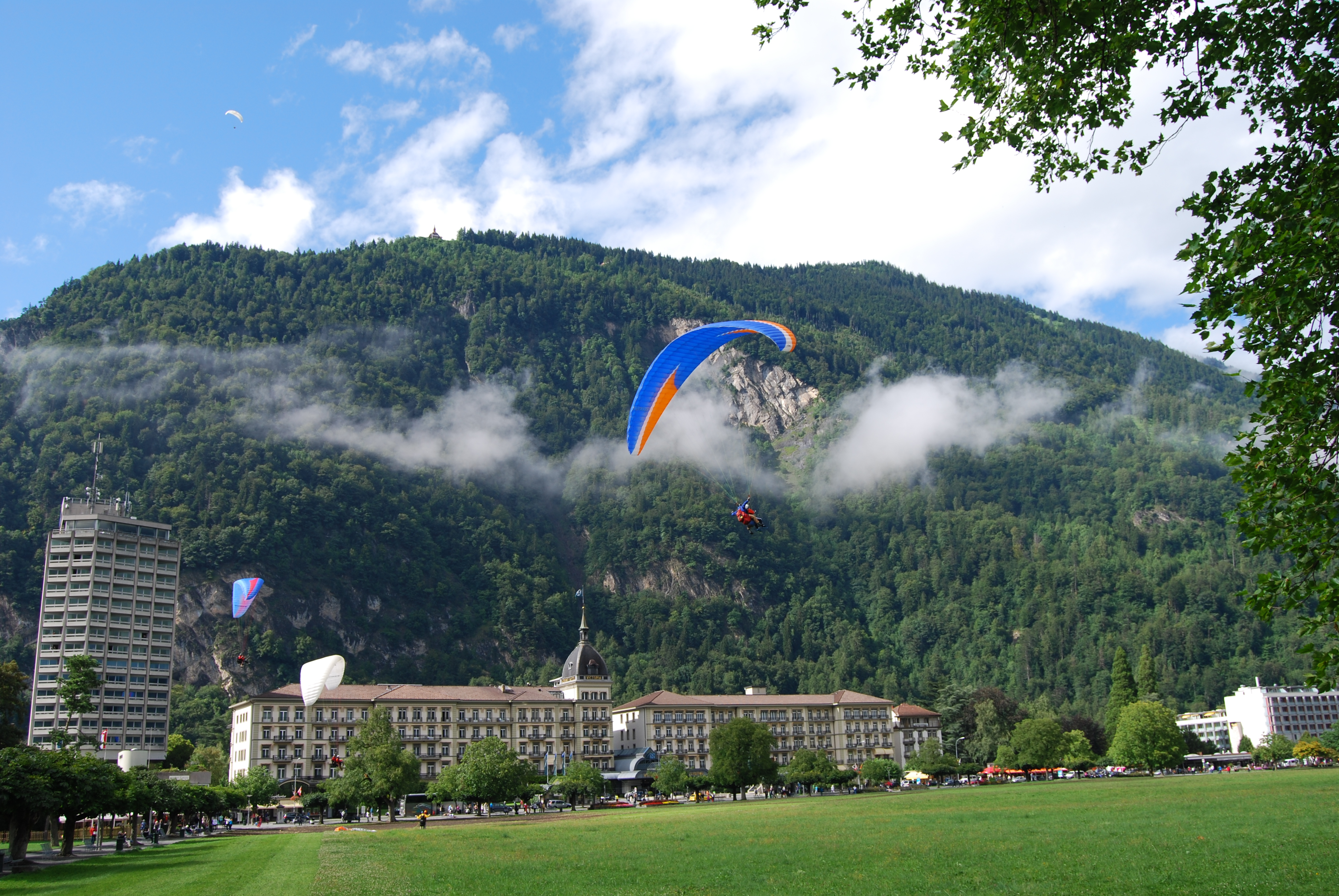
Victoria-Jungfrau, Interlaken